# Бугаёв, Александр Трофимович
Александр Трофимович Бугаев (род. 1911, Андреевка, Екатеринославская губерния) — советский деятель, секретарь Житомирского и Ровенского областных комитетов КПУ, ректор Ровенского государственного педагогического института.

## Биография
Родился в 1911 году в селе Андреевка (ныне в Софиевском районе Днепропетровской области).
С 1939 года — в Красной армии на политической работе. Член ВКП(б) с 1940 года. Участник Великой Отечественной войны. Служил агитатором отделение агитации и пропаганды политического отдела 70-й армии, майор. Воевал на Центральном, 1-м и 2-м Белорусских фронтах.
В декабре 1955 — сентябре 1961 года — секретарь Житомирского областного комитета КПУ по идеологии.
8 сентября 1962 — 1968 году — секретарь Ровенского областного комитета КПУ по идеологии.
В 1968—1974 годах — ректор Ровенского государственного педагогического института имени Мануильского. Работал на преподавательской работе.
Затем на пенсии.

## Награды
- Орден Отечественной войны 1-й степени (19.08.1944);
- Орден Отечественной войны 2-й степени (6.04.1985);
- Орден Красного Знамени (8.02.1945);
- Орден Красной Звезды (31.08.1943);
- Медаль «За боевые заслуги» (1942).